# Robert W. Oliver
Robert W. Oliver BH (* 1960 in New York City) ist ein US-amerikanischer römisch-katholischer Geistlicher und Kirchenrechtler.
Oliver studierte von 1978 bis 1982 Geschichte am Dartmouth College in Hanover NH.
Seit 1984 ist er Mitglied von Brotherhood of Hope, einer katholischen Gemeinschaft aus Priestern und Laien und unterrichtete an den Missionsschulen in Boston und Florida. Von 1989 von 1997 studierte er Katholische Theologie an der Päpstlichen Universität Gregoriana in Rom und wurde mit einer dogmatischen Arbeit zum Doctor theologiae promoviert. Von 1995 bis 1997 absolvierte er ein Studium des Kirchenrechts und wurde 2002 an der Katholischen Universität von Amerika in Washington DC. zum Doktor der Rechte promoviert. Am 27. Mai 2000 empfing er durch Bernard Francis Kardinal Law, Erzbischof von Boston, das Sakrament der Priesterweihe.
Er war von 1997 bis 2010 Professor für Kanonisches Recht und Systematische Theologie am St. John’s Seminary im Erzbistum Boston. Er war Studiendekan und Direktor des Masterstudiengangs (Master of Arts in Ministry). Seit 2010 ist Oliver im Erzbistum Boston zuständig für das Rechtswesen.
Am 20. Dezember 2012 wurde er von Papst Benedikt XVI. als Nachfolger von Charles Scicluna zum Kirchenanwalt in der römischen Kongregation für die Glaubenslehre ernannt.